# Vikaholmen
Vikaholmen est une île norvégienne du comté de Vestland appartenant administrativement à Etne.

## Description
Rocheuse et couverte d'une légère végétation, elle s'étend sur environ 91 m de longueur pour une largeur approximative de 38 m. 